# Roquetaillade
Roquetaillade korábbi község Franciaországban, Aude megyében. Lakosainak száma 210 fő (2018. január 1.). Roquetaillade Alet-les-Bains, Bouriège, Conilhac-de-la-Montagne, Magrie és Tourreilles községekkel határos.
2019. január 1-jén Conilhac-de-la-Montagne korábbi községgel egyesült és az így létrejött Roquetaillade-et-Conilhac új község része lett.

## Népesség
A település népessége az elmúlt években az alábbi módon változott:
| Lakosok száma | 159  | 161  | 163  | 192  | 209  | 211  | 213  | 212  | 210  | 210  |
|               | 1968 | 1975 | 1982 | 1999 | 2006 | 2011 | 2013 | 2016 | 2017 | 2018 |